# Hollandiahütte
L'Hollandiahütte (3.240 m s.l.m.) è un rifugio alpino delle Alpi Bernesi collocato nel Canton Vallese.

## Caratteristiche

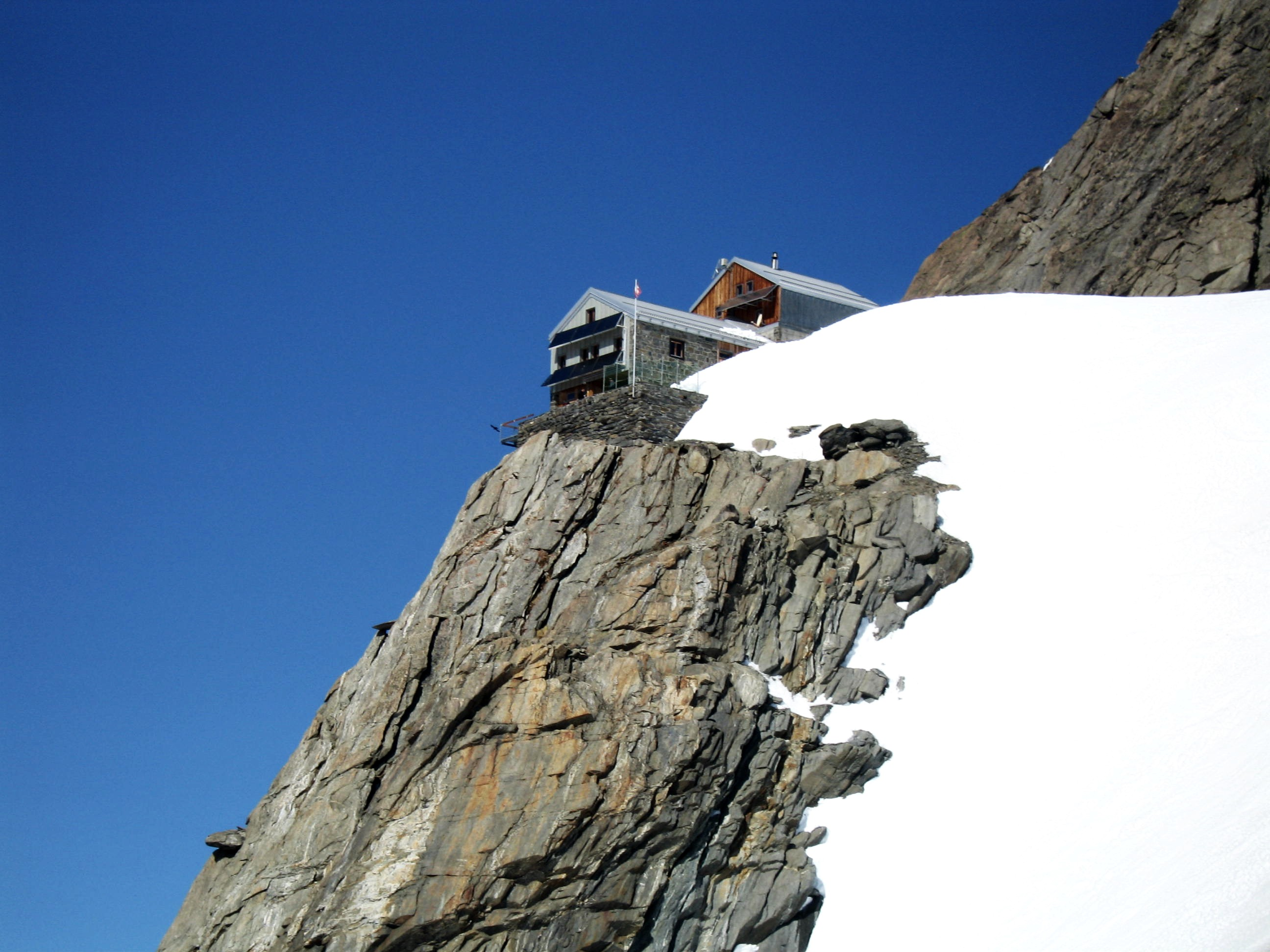
Il rifugio costruito sullo sperone roccioso sopra il Lötschenlücke.

Il rifugio è situato appena sopra il Lötschenlücke (3.173 m), valico che collega la Lötschental ed il Vallese. Sul versante verso la Lötschental prende forma il Langgletscher mentre sull'altro versante inizia l'Aletschfirn, uno dei rami del Ghiacciaio dell'Aletsch.

## Accesso
Si può salire al rifugio partendo dalla Lötschental, in particolare da Fafleralp, località di Blatten. In tal caso si tratta di risalire il Langgletscher ed il rifugio è raggiungibile in sei-sette ore.
In alternativa si può partire dal Jungfraujoch ed il rifugio è raggiungibile in quattro-cinque ore. Dall'arrivo della Ferrovia della Jungfrau si scende lungo il Jungfraufirn fino a Konkordiaplatz e poi si risale l'Aletschfirn fino al rifugio.

## Ascensioni
Il rifugio può costituire il punto di partenza per la salita alle seguenti vette.
- Aletschhorn - 4.193 m
- Gletscherhorn - 3.983 m
- Äbeni Flue - 3.962 m
- Mittaghorn - 3.892 m
- Sattelhorn - 3.745 m

## Traversate
- Konkordiahütte - 2.850 m